# The Other Palace
The Other Palace, precedente noto come St James Theatre, è un teatro sito nella città di Westminster di Londra.

## Storia
Il teatro aprì al pubblico il 18 settembre 2012 con il nome St. James Theatre, costruito sul sito del precedente Westminster Theatre, gravemente danneggiato da un incendio nel 2002 e successivamente demolito. Il teatro è stato acquistato dalla compagnia di Andrew Lloyd Webber, il Really Useful Theatres Group, nel 2016 e ribattezzato con il nome di The Other Place. Il teatro ospita una sala principale da 312 posti e uno studio più piccolo per 120 spettatori.
Il The Other Palace, progettato dallo studio Foster Wilson Architects, è stato il primo teatro nuovo ad essere costruito in centro a Londra in oltre trent'anni. Dopo l'acquisto da parte di Andrew Lloyd Webber, Paul Taylor Mills è stato nominato direttore artistico. Originariamente progettato per incentivare il teatro musicale britannico, The Other Palace ha ospitato le prime londinesi di alcuni musical di Broadway, tra cui Falsettos, Heathers, Be More Chill ed Amelie. Nell'ottobre 2021 Lloyd Webber ha venduto il teatro al produttore Bill Kenwright.